# Alessandro Pallavicini
Alessandro Pallavicini (... – XIVe siècle), est un feudataire de la famille des Pallavicino.

## Biographie

Armoirie de la famille Pallavicino.

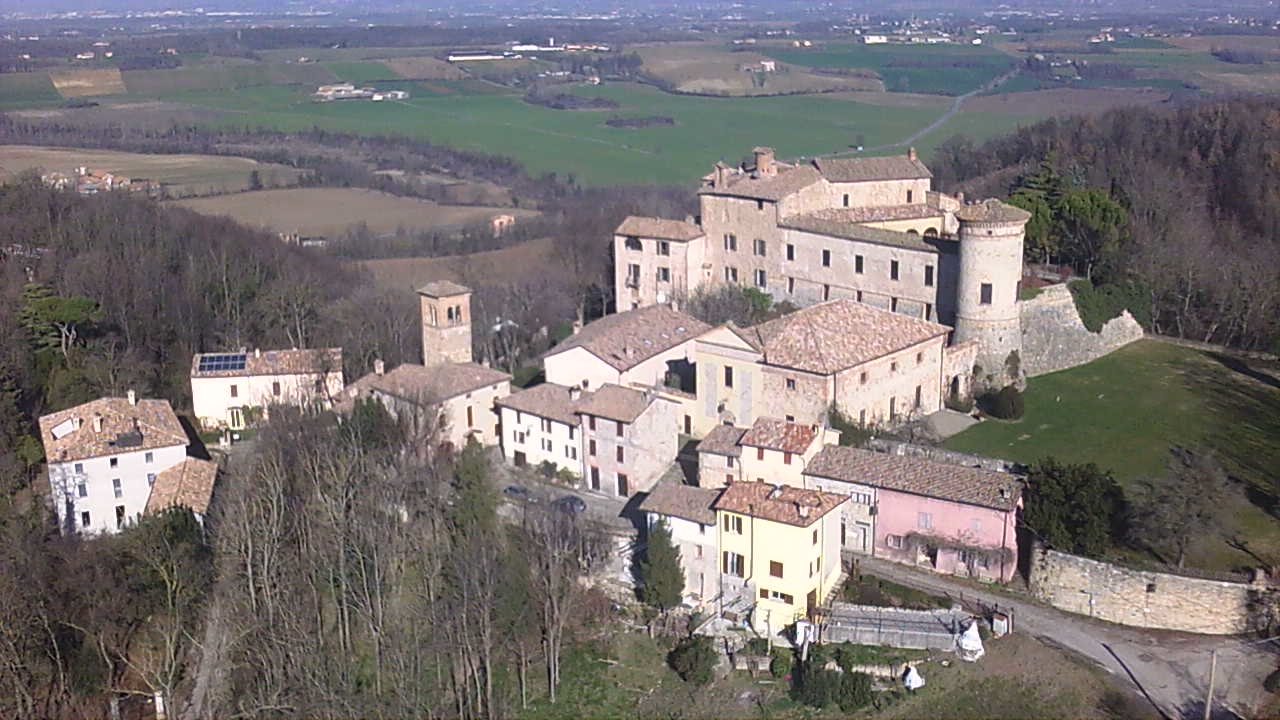

Il est le fils de Guglielmo di Manfredo, de la lignée des Pallavicino de Scipione, et de Costanza d'Este.
Il est incité par son cousin Guglielmo à prendre les armes contre Giberto da Correggio, chef des guelfes de Parme, qui veut assiéger le château de Scipione (it). Les défenseurs du château refusent de combattre l'ennemi et ouvrent les portes de la forteresse. Alessandro se range du côté de Galeazzo I Visconti, seigneur de Milan, qui prend possession de Plaisance et, en 1321, aux côtés de Corradino Malaspina, combat les guelfes lors de la bataille de Bardi.